# Vincenzo Petrocelli
Vincenzo Pasquale Angelo Petrocelli (Cervaro, 6 luglio 1823 – Napoli, 2 febbraio 1896) è stato un pittore italiano, eletto professore onorario dell'Accademia di Napoli e di numerose accademie estere, fu suo mecenate Re Ferdinando II delle Due Sicilie.

## Biografia
Vincenzo Pasquale Angelo Petrocelli, citato talvolta come Petroccelli come si firmava, nacque a Cervaro nel 1823, sotto il Regno delle Due Sicilie. Rimasto presto orfano, dopo un'infanzia difficile a diciotto anni riuscì a iscriversi all'Accademia di Belle Arti di Napoli, dove studiò sotto l'attenta guida di Domenico Morelli.

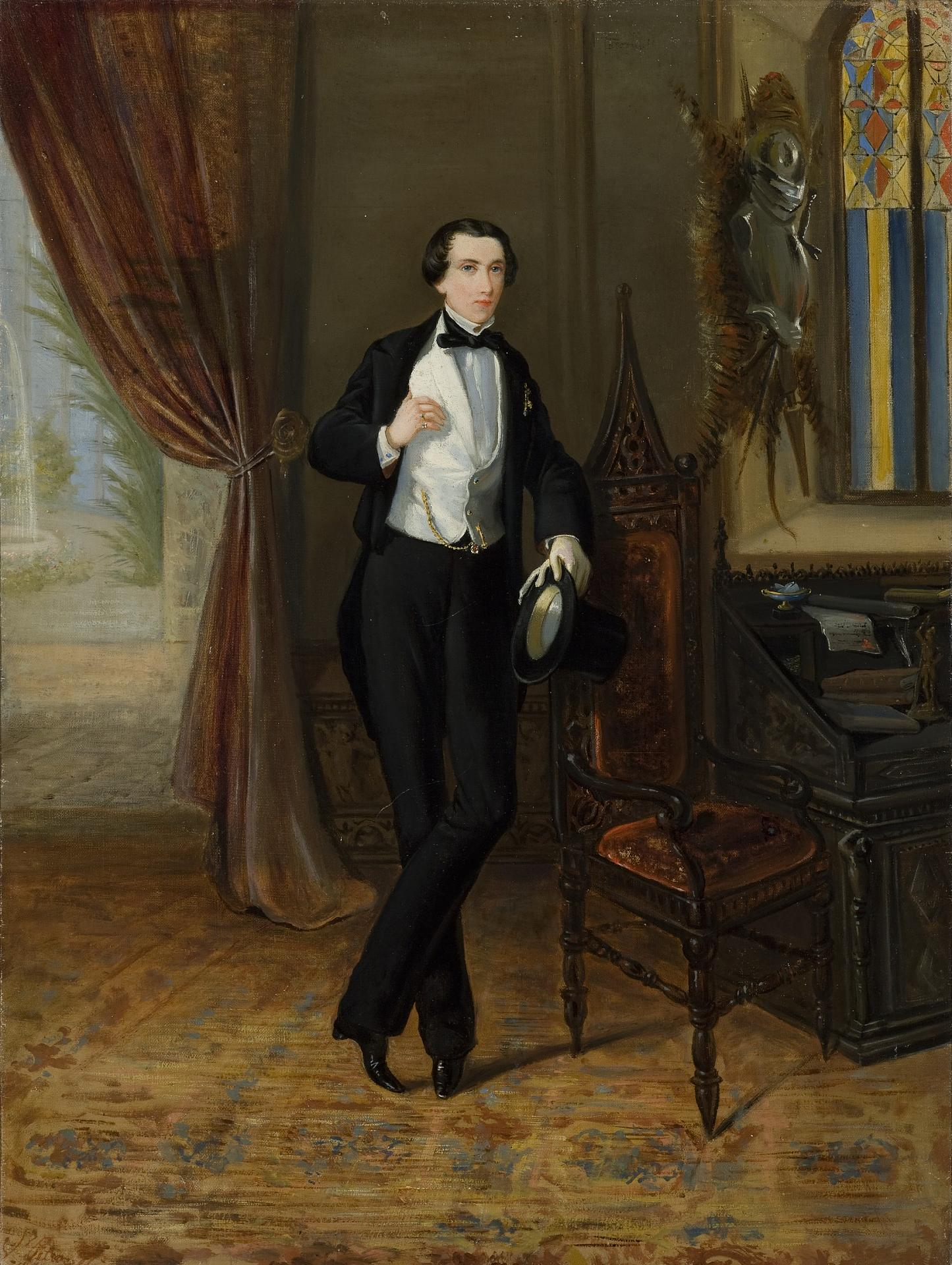
Ritratto di Nikolaj Jusupov, Museo Ermitage di San Pietroburgo

Debuttò alla  "Esposizione Borbonica" del 1839, per parteciparvi ancora nel 1841 e nel 1848, con le opere di "Ginevra genuflessa nella cappella di S. Orsola in Barletta", "Morte di Galeazzo Sforza", "Isabella di Firenze", e poi nel 1851, con l'opera "Una famiglia di neofiti sorpresa dalle guardie pretoriane". 
Raggiunse la piena maturità artistica dopo il 1850. Nel 1851 realizzò infatti il Ritratto del giovane Duca N.B. Yusupov, oggi conservato nell'Ermitage di San Pietroburgo. Nel 1877 partecipò inoltre all'Esposizione Nazionale d'arte di Napoli. Insieme a Domenico Morelli fu selezionato per realizzare una serie di affreschi nel Tempio di San Francesco a Gaeta. Morì infine a Napoli nel 1896. Ebbe due figli, Achille e Arturo, entrambi pittori.
Petrocelli si dedicò principalmente alla pittura di eventi storici, ma anche di ritratti e alla pittura di genere, cioè di quella pittura che si dedica alle scene di vita quotidiana. Vincenzo Gemito realizzò un suo ritratto in terracotta nel 1869.
Tra i suoi meriti, Vincenzo Petrocelli ricevette nel 1868 la croce di “Cavaliere d'Italia” dal re Vittorio Emanuele II.

## Мusei
- Collezione Reale di Casa Savoia.
- Ermitage, San Pietroburgo, Russia[7].
- Museo della Reggia di Caserta[8].
- Museo nazionale di Capodimonte[9].

## Esposizioni
- "Biennali  Borboniche" del 1839
- "Esposizione Borbonica" del 1841
- "Esposizione Borbonica" del 1848 ("Ginevra genuflessa nella cappella di S. Orsola in Barletta", "Morte di Galeazzo Sforza", "Isabella di Firenze")
- "Esposizione Borbonica" del 1851 ("Una famiglia di neofiti sorpresa dalle guardie pretoriane")
- Mostra della Società Promotrice di Belle Arti a Napoli, Museo Borbonico (oggi Museo archeologico nazionale di Napoli), 1866